# Élections municipales de 1947 dans l'Ardèche
Les élections municipales françaises de 1947 ont eu lieu le 19 et 26 octobre 1947. Le département de l'Ardèche comptait 339 communes, dont 11 de plus de 3 500 habitants où les conseillers municipaux étaient élus selon un scrutin de liste avec représentation proportionnelle.

## Maires élus
Les maires élus à la suite des élections municipales dans les communes de plus de 3 000 habitants :
| Communes            | Population | Maire élu en 1945  | Parti | Parti   | Maire élu          | Parti | Parti          |
| ------------------- | ---------- | ------------------ | ----- | ------- | ------------------ | ----- | -------------- |
| Annonay             | 15 500     | Ferdinand Janvier  |       | SFIO    | Ferdinand Janvier  |       | SFIO           |
| Aubenas             | 8 900      | Henri Constant     |       | Radical | Marcel Molle       |       | MRP            |
| Bourg-Saint-Andéol  | 4 000      | Édouard Chapre     |       | PCF     | Pierre Piéri       |       | SFIO           |
| Guilherand-Granges  | 1 800      | Marcel Coulet      |       | SFIO    | Marcel Coulet      |       | SFIO           |
| Privas              | 7 420      | Ludovic Bacconnier |       | PCF     | Charles Gounon     |       | Radical        |
| Saint-Péray         | 3 000      | Marc Bouvat        |       | Radical | Marc Bouvat        |       | Radical        |
| Le Teil             | 8 500      | Joseph Thibon      |       | PCF     | Joseph Thibon      |       | PCF            |
| Tournon-sur-Rhône   | 6 000      | Camille Arnaud     |       | Radical | Camille Arnaud     |       | Radical        |
| Vals-les-Bains      | 3 750      | Paul Ribeyre       |       | CNIP    | Paul Ribeyre       |       | CNIP           |
| Viviers (Ardèche)   | 3 000      | Prosper Allignol   |       | PCF     | Raymond Greffe     |       | Sans étiquette |
| La Voulte-sur-Rhône | 4 800      | Louis Dautheville  |       | SFIO    | Guy Baboin-Jaubert |       | SFIO           |

### Annonay
| Tête de liste     | Tête de liste | Parti | 1er tour | 1er tour | 1er tour |
| Tête de liste     | Tête de liste | Parti | Voix     | %        | Sièges   |
| ----------------- | ------------- | ----- | -------- | -------- | -------- |
| Bertrand Chautard |               | MRP   | 3 388    | 46,75    | 13       |
| André Fontanet    |               | PCF   | 2327     | 32.11    | 9        |
| Ferdinand Janvier |               | SFIO  | 1530     | 21.11    | 5        |

### Privas
| Tête de liste      | Tête de liste | Parti           | 1er tour | 1er tour | 1er tour |
| Tête de liste      | Tête de liste | Parti           | Voix     | %        | Sièges   |
| ------------------ | ------------- | --------------- | -------- | -------- | -------- |
| Charles Gounon     |               | Radical-DVD-DVG | 1 041    | 71,20    | 23       |
| Ludovic Bacconnier |               | PCF             | 421      | 28,80    | 0        |

### Vals-les-Bains
| Tête de liste | Tête de liste | Parti        | 1er tour | 1er tour | 1er tour |
| Tête de liste | Tête de liste | Parti        | Voix     | %        | Sièges   |
| ------------- | ------------- | ------------ | -------- | -------- | -------- |
| Paul Ribeyre  |               | CNIP         | 1 336    | 67,81    | 23       |
| -             |               | Indépendants | 634      | 32,19    | 0        |

### La Voulte-sur-Rhône
| Tête de liste      | Tête de liste | Parti                     | 1er tour | 1er tour | 1er tour |
| Tête de liste      | Tête de liste | Parti                     | Voix     | %        | Sièges   |
| ------------------ | ------------- | ------------------------- | -------- | -------- | -------- |
| Guy Baboin-Jaubert |               | SFIO-Radical-Indépendants | 1 001    | 66,16    | 23       |
| Charles Labrouas   |               | PCF                       | 512      | 33,84    | 0        |